# 窗格棋
窗格棋（韓語：창살고누），是韓國的兩人傳統棋類。

## 棋具

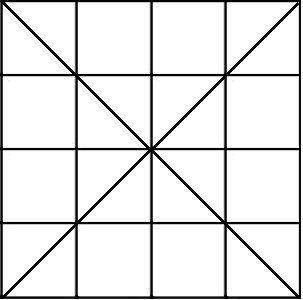
窗格棋棋盤

- 棋盤為五橫五豎的橫縱線交叉，另有兩對角線交叉，全部共二十五個棋點。

- 雙方共用棋子，共二十六枚。

## 規則
- 初始佈置為二十四枚棋子放於中心點外的棋點，其餘棋子玩家各自拿一枚作下子用。

- 每回輪流下一己子於兩枚同線棋子的共鄰點，並將這兩枚棋子移到手中。若同時多線符合條件，則僅選一線。

- 無法吃子時，獲得棋多者勝[2]。

## 外部連結
- 韓國傳統棋類介紹[永久]